# Korti
Korti (àrab: كورتي, Kūrtī) és una ciutat del Sudan a la província d'Ash-Shamaliyah, a uns 100 km al sud de la quarta cascada del Nil.
El seu nom no és àrab (els àrabs li diuen Kurti o Koarta) i s'identifica amb la Krtn de les inscripcions dels reis de Núbia (Mèroe). En època romana fou esmentada una ciutat de nom Cadetum, Cadata o Coetum, que estava propera a Napata i que sens dubte fou Korti.